# ポティダイアの戦い
ポティダイアの戦い（英：Battle of Potidaea）は、紀元前432年から紀元前430年にアテナイとコリントス・ポティダイアおよびペロポネソス同盟軍との間で戦われた会戦である。この戦いは前年のシュボタの海戦と共にペロポネソス戦争のきっかけとなった。

## 原因
シュボタの海戦によってコリントスとの対立が明らかになったため、アテナイはコリントスの殖民都市であったがアテナイの同盟国であるポティダイアにパレネ（現ハルキディキ県の英: Kassandra Peninsula-カッサンドラ半島の古希名称）に面した防壁の除去と人質を要求し、さらにコリントスの行政官を追放して今後毎年コリントスから派遣されてくる行政官を拒絶するよう命じた。というのも、マケドニア王ペルディッカス2世とコリントスに唆されてポティダイアがアテナイに反乱を起こし、それにトラキアの他の同盟国も倣うことを恐れたからである。ペルディッカス2世の弟のピリッポスがデルダス（英: King Derdas of Elimea）と共にマケドニア王に背いた時、アテナイはピリッポスらを支援したため、ペルディッカス2世は様々の反アテナイ行動をとった。

## 戦争の経過

### 対峙
そこでアテナイはアルケストラトス他十名の将軍の指揮の下で30隻の艦隊と1,000人の重装歩兵をペルディッカス2世の領地に送ったが、新たにアテナイ本国から彼らにポティダイアの防壁を破壊し、人質を取り、諸同盟国への監視を強化するよう命令が下った。一方、スパルタからの援助を取り付けたポティダイアはアテナイ側のデロス同盟から離脱し、カルキディケ人とボッティケ人と同盟を結び、ペルディッカス2世もまた彼らに協力した。
トラキアに到着して初めてポティダイア他のデロス同盟離脱を知ったアテナイ軍はポティダイアらとマケドニアを同時に相手にして戦うことはできないと判断し、ピリッポスやデルダスと連携を取って戦おうとした。このアテナイの軍派遣に対し、コリントスはアリステウス指揮の下で重装歩兵1,600人と軽装歩兵400人をポティダイアに送った。さらにこれを受け、アテナイもまた重装歩兵2,000人と40隻の艦隊をカリアス2世他4名の将軍の指揮の下で新たに送った。アテナイの増援部隊はまずマケドニアに上陸し、先発隊の一部と合流してピュドナを包囲した後、ペルディッカス2世と講和し、続いてピリッポスとパウサニアス指揮下のマケドニア騎兵600騎と合流してポティダイアに向かった。
一方、コリントス、ポティダイアおよびその同盟軍はアテナイ軍の襲来を予想してポティダイアのオリュントスに面した地点に着陣し、この同盟軍の総司令官にはアリステウスが、騎兵指揮官にはアテナイとの講和を破棄して再び寝返ったペルディッカス2世がなった。アリステウスはペルディッカス2世率いる騎兵200騎と同盟軍の一部をオリュントスに配し、本隊を率いて敵を待ち受けた。それに対し、アテナイ軍はマケドニア騎兵を含む一部をオリュントスに送り、本隊はアリステウスの待つポティダイアに進軍した。

### 開戦
アテナイ軍が到着すると両軍は交戦状態に入った。アリステウス率いる翼は前面の敵を破って追撃に移ったが、他の部分ではアテナイ軍が勝利を得て敵を城壁の中に追い込んだ。アリステウスは味方が劣勢にあるのを知ると、ポティダイアに戻るかオリュントスに向かうか思案した後ポティダイアに向かい、味方の犠牲を少数に抑えた。
オリュントスに送られたペルディッカス2世らの軍は戦いの信号があがると援軍に出、それにアテナイ側のマケドニア騎兵が対陣した。しかしアテナイの勝利が確定すると両軍は退いた。
この戦いでポティダイアおそびその同盟軍は300人弱を失い、アテナイ軍は150人とカリアスを失った。

### ポティダイア包囲
その後アテナイはポティダイア近くの地峡に防壁を築いて守備隊を置いた。パレネ側が無防備であると知ったアテナイ本国からフォルミオン指揮の下でパレネへ1,600人の重装歩兵が送られ、彼らはポティダイア側に防壁を築き、これによってポティダイアは南北から塞がれ、さらに海からは艦船で封鎖されることになった。一方、敵に挟まれたアリステウスはポティダイアを脱出してカルキディケに向かい、戦いを続行した。
コリントスはスパルタにペロポネソス同盟諸国を召集し、対アテナイ宣戦を訴えた。アテナイからの使節および和平派のスパルタ王アルキダモス2世の説得にもかかわらず、紀元前432年にスパルタは対アテナイ宣戦を決定し、アテナイもそれに応じたことによってペロポネソス戦争は開戦の運びとなった。
一方、ポティダイア包囲は長期化し、これによる国庫の消耗（この包囲戦にアテナイは年2,000タラントンを消費した）、さらに開戦当初にアテナイで流行した疫病にアテナイは苦しんだ。しかし紀元前430年の冬の時点にはポティダイアの耐久力は限界に達しており（食糧不足によって人肉を食べるものさえ現れるほどであった）、アテナイに降伏した。

## その後
降伏の条件としてポティダイア市民がポティダイアを出て行くことがアテナイ側から提示され、ポティダイアはそれを受け入れ、市民たちはカルキディケ地方や各地に散った。後日ポティダイアにはアテナイ人が入植した。